# Lengua de señas cubana
La lengua de señas cubana (LSC) es la lengua utilizada por la comunidad sorda de Cuba. Existen aproximadamente 19 000 usuarios de la lengua. La LSC es una parte importante  de la cultura de la comunidad sorda de Cuba.

## Historia
A comienzos del siglo XX, en respuesta al oralismo de las escuelas para sordos en Cuba, el alfabeto manual antiguo empezó a ser común en la educación, hasta que fue rechazado por su interferencia con los métodos oralistas. En los años 1980, este alfabeto manual empezó ser utilizado en las escuelas para sordos. Este  era usado para enseñarle a los niños a leer y escribir en español y era articulado con ambas manos y el rostro. Por esta razón, el alfabeto manual antiguo ya no es utilizado y perdió su popularidad, aunque todavía puede ser encontrado en algunas señas de la LSC. En los años 1994, la LSC fue introducida y aceptada en las escuelas para sordos. Hoy día, el alfabeto manual actual se es conocido como el dactilema. Es usado en la LSC para deletrear conceptos que no tienen señas en LSC y para palabras específicas, como fechas y palabras poco comunes.

## Lingüística
Existen cuatro rasgos distintivos en LSC. Estos son: la ubicación, la orientación, el movimiento y la configuración de las manos. Estos componentes no tienen significado propio, pero juntos forman señas. Para crear una seña, la mano dominante se mueve a una ubicación particular, realiza una configuración con cierta una orientación y de allí hace un movimiento específico. 

Existe una forma distintiva en la que el movimiento, que puede ser interno o externo, denota cierto significado en LSC. Por ejemplo, la manera en la que se expresa puede corresponder al movimiento de las manos durante la acción, como en las señas para “comer”, “manejar”, y “remar”.

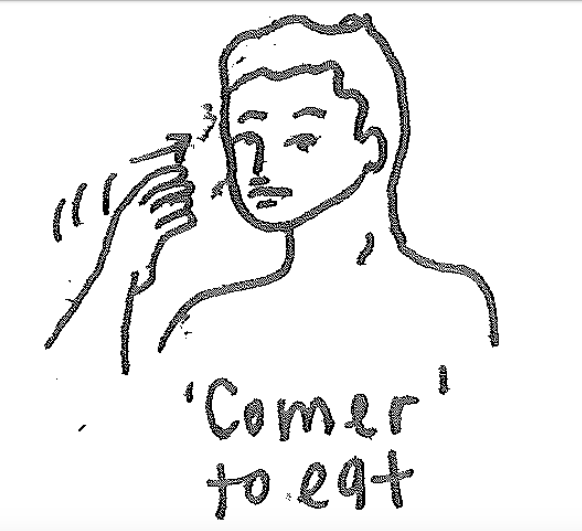
"Comer" en LSC
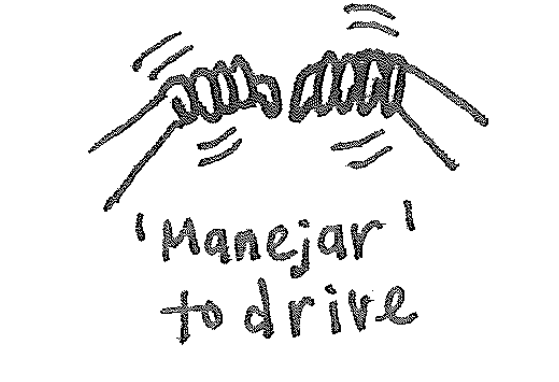
"Manejar" en LSC
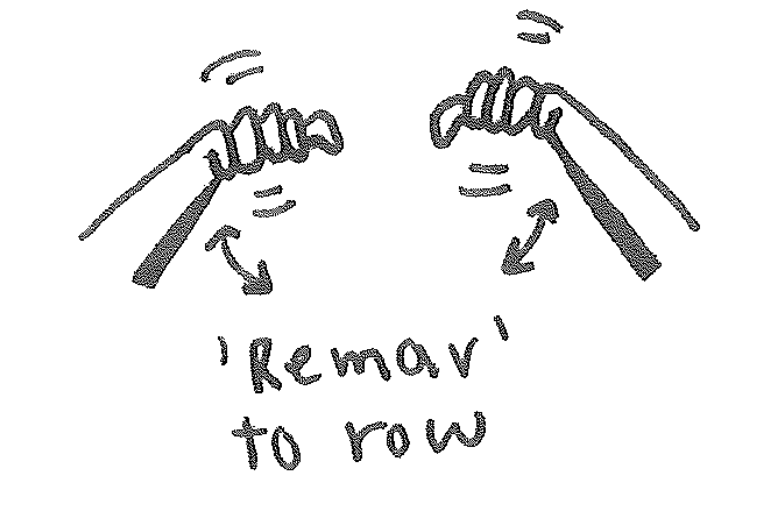
"Remar" en LSC

El movimiento interno de extensión de todos los dedos se corresponde con señas como “luz”, “día”, y “claridad”. La retracción de los dedos indica señas como “oscuridad”, “noche”, y “olvidar”.

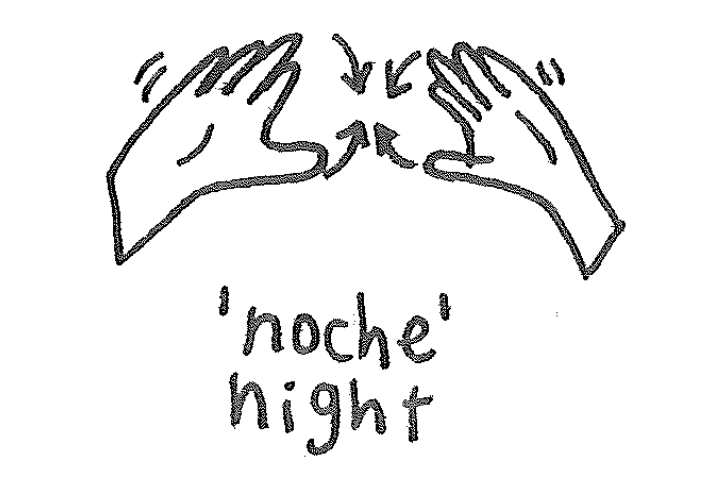
"Noche" en LSC
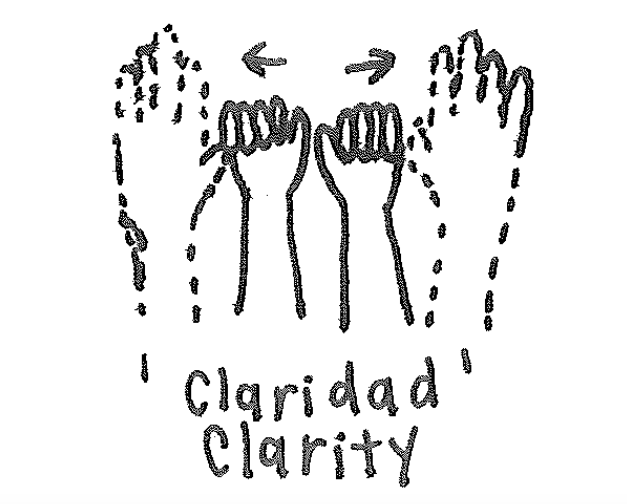
"Claridad" en LSC

Los pronombres personales se expresan a través del movimiento y la posición de las personas de las que se conversa. Por ejemplo, la señal para “informar” contiene distintos morfemas gramaticales que se corresponden con la dirección del movimiento haca las personas referidas. En la frase “Yo te informo”, la seña para “informar” se mueve desde la cercanía del cuerpo del señante y hacia la persona a la que se dirige el señante.

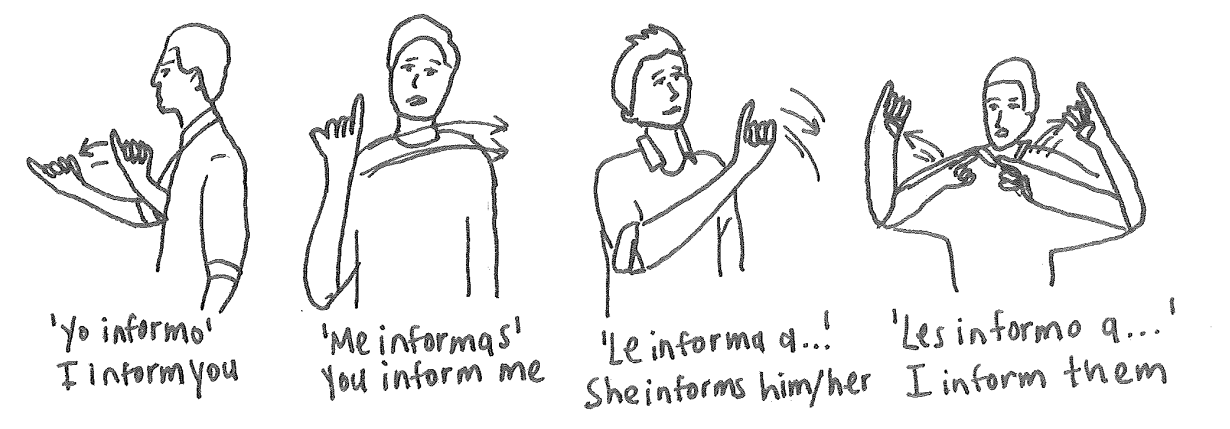
Varias formas de utilizar el verbo "informar" en LSC

Para codificar el tiempo, la LSC hace uso del movimiento y del espacio. Para indicar el tiempo presente, los movimientos son más cercanos a la parte frontal del cuerpo del señante, como en las señas para “hoy” y “ahora”. Para indicar algo tiempo pasado, el movimiento ocurre hacia la parte trasera del cuerpo del señante, como en las señas para “ayer”, “hace mucho tiempo”, y “antes”. Para indicar que algo sucederá en el futuro, se utiliza el espacio que se encuentra frente al señante, como en las señas para “mañana” y “después”.
Las señales realizadas en ciertas ubicaciones tienen significados particulares. Por ejemplo, las señas que se realizan en el área del cuello indican funciones corporales, como “sed”, “tragar”, y “vómito” o diferentes artículos que se llevan en el cuello, como “bufanda” y “collar”.